# Фасты (деревня)
Фа́сты (пол. Fasty) — деревня в Белостокском повете Подляского воеводства Польши. Входит в состав гмины Добжинево-Дуже. Находится примерно в 7 км к северо-западу от города Белостока. По данным переписи 2011 года, в деревне проживало 1549 человек.
Деревня находится на левом берегу реки Супрасль у автодороги 65. Есть железнодорожная станция на линии Белосток—Бартошице.

## Достопримечательности
- Православная Крестовоздвиженская церковь (1875)
- Православная кладбищенская церковь Михаила Архангела (1893—1895)
- Католический костёл Франциска Ассизского
- Православное кладбище

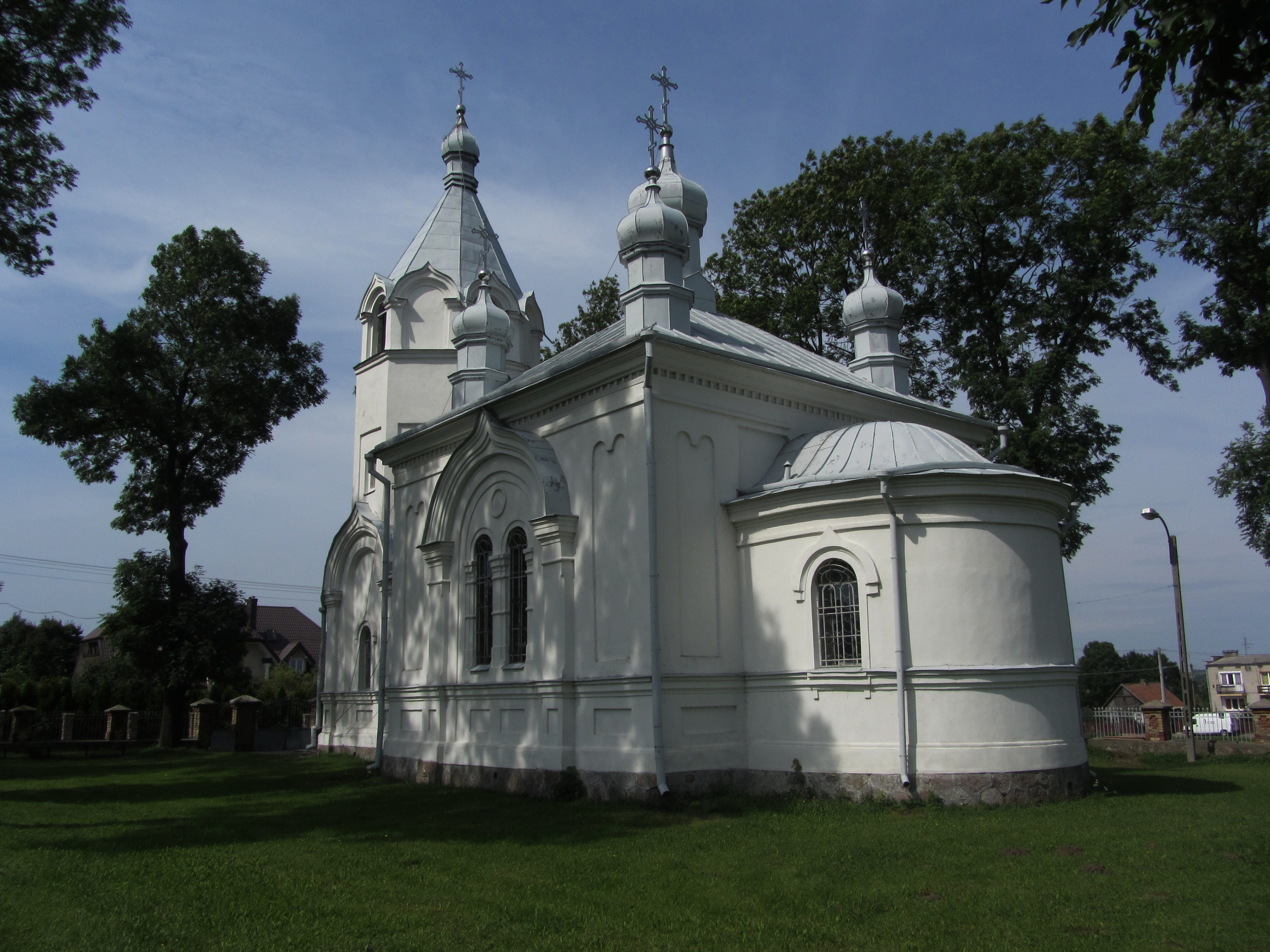
Крестовоздвиженская церковь
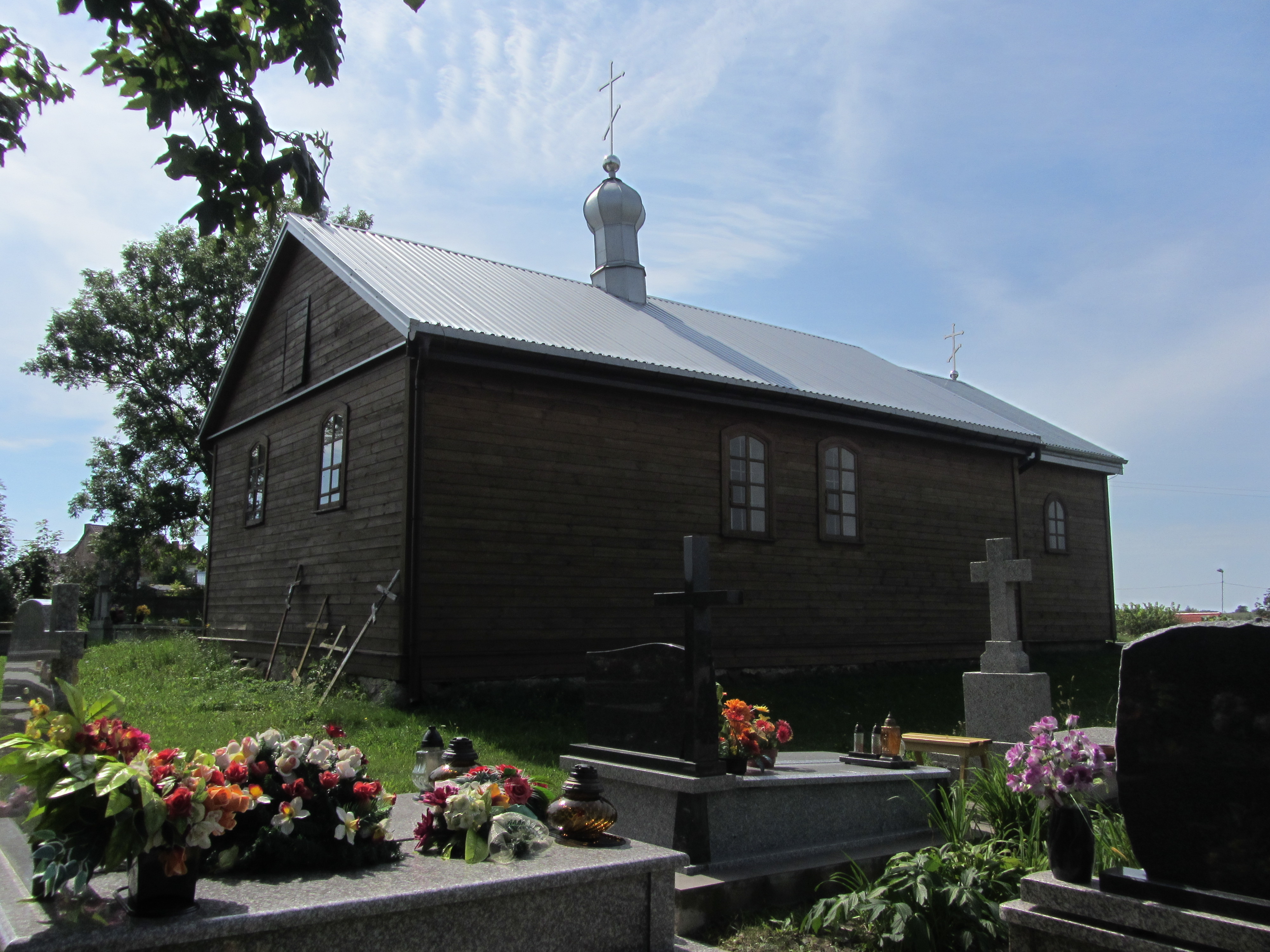
Церковь Михаила Архангела